# Ukradene umjetnine
Umjetnine stečene pljačkom posljedica su organizirane ili samostalne pljačke tijekom rata, prirodnih katastrofa i pobuna već stoljećima. Pljačka umjetnina, arheoloških predmeta i druge kulturne imovine može biti oportunističko kazneno djelo ili može biti više organiziran slučaj nezakonitog ili neetičkog pljačkanja koje provede pobjednik oružanog sukoba.

## Krađa umjetnina tijekom Drugog svjetskog rata
Danas je ovaj pojam uglavnom vezan uz nacističku Njemačku i njene saveznike tijekom Drugog svjetskog rata u Europi. Međutim, nacisti nisu bili ni prvi ni zadnji koji su organizirano i masovno otimali umjetnine. Zna se da je to činio i Sovjetski savez u znak odmazde na njemačku pljačku, da je mali dio tijekom Drugog svjetskog rata od Nijemaca otetih umjetnina završio i u Poljskoj, da se ne spominju i domaći tj. ustaški ali i komunistički primjeri, te primjeri od prije dvadesetak godina, gdje je JNA pljačkala sustavno, a pojedinci svih zaraćenih strana za svoju osobnu korist.
Memorijalni muzej holokausta, SAD, navodi sljedeći citat:
""Pljačka umjetnina i drugih blaga nije ograničena na Treći Reich (po nekim izvorima oko 21 000 umjetnina).... Sovjetska i američka vojska također su sudjelovale u tome, Rusi temeljito i sustavno (oteto je oko 180 - 200 000 umjetnina!), potonji na razini pojedinačne krađe za osobnu korist."
List Herald Times tvrdi: ".. Napoleon je bio model za Hitlera u smislu masovnog otimanja umjetnina". Nadalje neke od najpoznatijih umjetnina u svjetskim muzejima stečene su pljačkom (partenonski reljefi kao najpoznatiji primjer...).
Pljačkanje, otimačina, prisvajanje i pljenidba su srodni pojmovi koji su korišteni stotinama godina za opis procesa pljačke umjetnina. Mnoge reference još uvijek povezuju pojam umjetnina stečenih pljačkom s Drugim svjetskim ratom; ne tako davni zakonski propisi rabe termin pljačkanje u vezi s "velikim brojem kulturnih dobara i umjetnina koje su opljačkali nacisti i drugi tijekom Drugoga svjetskog rata i ere holokausta od 1933-1945 ". Pojam trofejna umjetnost se koristi za kulturna dobra koje je prisvojila Crvena armija i Sovjetska Trofejna brigada iz okupirane Njemačke, nakon Drugog svjetskog rata.
Srodni pojmovi su ukradene umjetnine (stečene krađom, uglavnom zbog financijskih razloga), nedopuštenim postupcima stečene starine (tajna trgovina antikvitetima ili arheološkim artefaktima, pronađenim u ilegalnim ili nereguliranim iskopavanjima), predmeti problematičnog podrijetla (provinijencija umjetničkog djela), i repatrijacijom vraćene umjetnine (proces povratka umjetničkih djela i antikviteta njihovim vlasnicima).

## Umjetnine ukradene tijekom Domovinskog rata
Tijekom Domovinskog rata iz Hrvatske ukraden je veći broj umjetnina. Godine 2012. potpisan je završni protokol kojim se Srbija obvezala vratiti još 1065 umjetnina. Dosad je vraćeno 23 tisuće predmeta. U cijelom procesu tri su ključna mjesta - povrat blaga iz vukovarskoga muzeja, franjevačkog samostana te povrat blaga iz Jasenovca. U ernestinovačkoj Galeriji "Petra Smajića" restauriraju se drvene skulpture koje su potkraj 2004. godine vraćene iz Srbije i Crne Gore u sklopu suradnje državnih tijela dviju država. Prije Domovinskog rata u fundusu je bilo oko 600 umjetnina. Iz Erduta je vraćeno 40 skulptura, ali je po riječima Mate Tijardovića, predsjednika Likovne udruge "Petra Smajića" i jednog od osnivača kolonije u sklopu koje djeluje i Galerija "na žalost, tek 15 u dobru stanju, a ostale su nepovratno uništene". Tijekom Domovinskog rata Crkva Presvetog Otkupitelja (Meštrovićev mauzolej) nalazila se na okupiranom području, služila je kao vojno uporište agresorima i pretrpjela je znatna oštećenja. Osim mehaničkih oštećenja reljefa, zidova i alabasternih ploča na prozorima, sav je pokretni inventar, uključujući brončane reljefe i najvrjednija ulazna vrata s brončanim portretima Meštrovićeve najuže obitelji, nestao, zemljište oko objekta je minirano, a šuma zapaljena i uništena. Do 1998. godine područje je razminirano, očišćen je okoliš te očišćeni i restaurirani uništeni dijelovi spomenika. U Hrvatskoj je na privremeno okupiranim područjima ili onima zahvaćenim ratnim djelovanjima veći broj crkava srušen do temelja ili teško oštećen, a inventar i umjetnine su opljačkani, devastirani ili oštećeni.

## Vanjske poveznice
- War-booty exhibition at Livrustkammaren, Stockholm, 22 November, 2007–28 February, 2009 (In English)  Arhivirana inačica izvorne stranice od 22. lipnja 2008. (Wayback Machine)
- Commission for Looted Art in Europe
- Lost Art Database, Koordinierungsstelle für Kulturgutverluste, Magdeburg, Germany (In English)  Arhivirana inačica izvorne stranice od 17. svibnja 2008. (Wayback Machine)
- Roofkunst uit WO II : To Return or Not to Return? Een internationaal privaat- en publiekrechtelijke beschouwing rond de Hermitage controverse
- Internationale Beutekunst-Bibliographie  Arhivirana inačica izvorne stranice od 27. lipnja 2007. (Wayback Machine) (Duits)